# Chuckwalla Mountains
De Chuckwalla Mountains is een bergketen in de Coloradowoestijn in het zuiden van Californië. De keten heeft een lengte van ongeveer 65 km en wordt in het noorden begrensd door het dorpje Desert Center en in het zuiden door de Bradshaw Trail en de Chocolate Mountains. Het hoogste punt is Black Butte met een hoogte van 1373 meter. De grens tussen de keten en de Little Chuckwalle Range wordt gevormd door de Graham Pass.
De meeste van de bergen in deze keten waren tot 1994 complete wildernis, auto's en dergelijke konden enkel op speciale wegen rijden ("Cherry-stemmed"). Op de zuidelijke flank van de keten ligt de Chuckwalle Bench, een beschermd gebied. Het is de thuis van de bedreigde holenschildpad. Ook de roze boa, de woestijnrat en de chuckwalla (waarnaar de keten genoemd is) komen voor in dit gebied.
De keten is een overgangszone tussen de Mojavewoestijn en de Coloradowoestijn. Ze wordt zeer veel bezocht aangezien ze gelegen is naast belangrijke wegen en er veel bronnen met drinkwater zijn.